# Réchésy
Réchésy és un municipi francès situat al departament del Territori de Belfort i a la regió de Borgonya - Franc Comtat. L'any 2007 tenia 781 habitants.

## Demografia

### Població
El 2007 la població de fet de Réchésy era de 781 persones. Hi havia 320 famílies de les quals 88 eren unipersonals (44 homes vivint sols i 44 dones vivint soles), 92 parelles sense fills, 132 parelles amb fills i 8 famílies monoparentals amb fills.
La població ha evolucionat segons el següent gràfic:
Habitants censats

### Habitatges
El 2007 hi havia 354 habitatges, 322 eren l'habitatge principal de la família, 10 eren segones residències i 22 estaven desocupats. 288 eren cases i 64 eren apartaments. Dels 322 habitatges principals, 242 estaven ocupats pels seus propietaris, 60 estaven llogats i ocupats pels llogaters i 20 estaven cedits a títol gratuït; 19 tenien dues cambres, 36 en tenien tres, 75 en tenien quatre i 192 en tenien cinc o més. 260 habitatges disposaven pel capbaix d'una plaça de pàrquing. A 132 habitatges hi havia un automòbil i a 160 n'hi havia dos o més.

### Piràmide de població
La piràmide de població per edats i sexe el 2009 era:
| Homes | Edats   | Dones |
| ----- | ------- | ----- |
| 0     | 95 o +  | 0     |
| 0     | 90 a 94 | 0     |
| 0     | 85 a 89 | 4     |
| 4     | 80 a 84 | 4     |
| 12    | 75 a 79 | 28    |
| 16    | 70 a 74 | 8     |
| 16    | 65 a 69 | 24    |
| 4     | 60 a 64 | 16    |
| 20    | 55 a 59 | 12    |
| 40    | 50 a 54 | 28    |
| 12    | 45 a 49 | 24    |
| 32    | 40 a 44 | 20    |
| 48    | 35 a 39 | 36    |
| 32    | 30 a 34 | 40    |
| 16    | 25 a 29 | 32    |
| 12    | 20 a 24 | 4     |
| 20    | 15 a 19 | 32    |
| 48    | 10 a 14 | 24    |
| 36    | 5 a 9   | 24    |
| 8     | 0 a 4   | 8     |

## Economia
El 2007 la població en edat de treballar era de 520 persones, 394 eren actives i 126 eren inactives. De les 394 persones actives 343 estaven ocupades (196 homes i 147 dones) i 51 estaven aturades (25 homes i 26 dones). De les 126 persones inactives 40 estaven jubilades, 35 estaven estudiant i 51 estaven classificades com a «altres inactius».

### Ingressos
El 2009 a Réchésy hi havia 327 unitats fiscals que integraven 825,5 persones, la mediana anual d'ingressos fiscals per persona era de 19.943 €.

### Activitats econòmiques
Dels 15 establiments que hi havia el 2007, 1 era d'una empresa alimentària, 2 d'empreses de fabricació d'altres productes industrials, 3 d'empreses de construcció, 2 d'empreses de comerç i reparació d'automòbils, 1 d'una empresa de transport, 2 d'empreses d'hostatgeria i restauració, 1 d'una empresa financera, 1 d'una empresa immobiliària i 2 d'empreses de serveis.
Dels 6 establiments de servei als particulars que hi havia el 2009, 1 era una gendarmeria, 1 oficina de correu, 1 una oficina bancària, 2 fusteries i 1 restaurant.
L'únic establiment comercial que hi havia el 2009 era una fleca.
L'any 2000 a Réchésy hi havia 13 explotacions agrícoles que ocupaven un total de 712 hectàrees.

## Equipaments sanitaris i escolars
L'únic equipament sanitari que hi havia el 2009 era una farmàcia.
El 2009 hi havia una escola elemental.

## Poblacions més properes
El següent diagrama mostra les poblacions més properes.